# Valentyn Hrekov
Valentyn Hrekov (Grekov) (* 18. dubna 1976 Dněpropetrovsk, Sovětský svaz) je bývalý ukrajinský zápasník–judista, sambista.

## Sportovní kariéra
Je odchovancem dněpropetrovského klubu Tajfun (Тайфун) vedeného Myronem Sosnovským. Vrcholově se připravoval pod vedením Danila Voloviče. V ukrajinské seniorské reprezentaci se pohyboval od roku 1997 ve střední váze do 90 (86) kg. Dvě sezony od roku 1999 shazoval do polostřední váhy, ale v roce 2000 v olympijské kvalifikaci na olympijské hry v Sydney neuspěl. V roce 2004 startoval ve střední váze na olympijských hrách v Athénách, ale roli favorita na jednu z medailí nezvládl a vypadl ve druhém kole. V roce 2006 měl po mistrovství Evropy v Tampere pozitivní dopingový nález na stimulační látky (amfetamin/metamfetamin) a dostal roční zákaz startu. V roce 2008 se kvalifikoval na olympijské hry v Pekingu a podobně jako před čtyřmi roky nezvládl roli favorita a vypadl v úvodním kole. V roce 2012 se kvalifikoval na olympijské hry v Londýně, ale v ukrajinské nominaci dostal přednost Roman Honťuk. Po odchodu trenéra Danila Voloviče v roce 2014 z Ukrajiny do Ruska s ním přestalo nové vedení ukrajinské judistické reprezentace počítat. V roce 2015 zkoušel v 39 letech štěstí v sambistické reprezentaci.
Valentyn Hrekov byl levoruký judista, jeho osobní technikou byla uči-mata.

### Vítězství
- 1999 – 1× světový pohár (Moskva)
- 2001 – 1× světový pohár (Praha)
- 2002 – 1× světový pohár (Moskva)
- 2003 – 1× světový pohár (Budapešť)
- 2005 – 1× světový pohár (Tallinn)

## Výsledky
| Turnaj             | 1994         | 1995         | 1996         | 1997         | 1998         | 1999         | 2000         | 2001         | 2002         | 2003         | 2004         | 2005         | 2006         | 2007         | 2008         | 2009         | 2010         | 2011         | 2012         | 2013         |
| Turnaj             | 18           | 19           | 20           | 21           | 22           | 23           | 24           | 25           | 26           | 27           | 28           | 29           | 30           | 31           | 32           | 33           | 34           | 35           | 36           | 37           |
| Turnaj             | střední váha | střední váha | střední váha | střední váha | střední váha | střední váha | střední váha | střední váha | střední váha | střední váha | střední váha | střední váha | střední váha | střední váha | střední váha | střední váha | střední váha | střední váha | střední váha | střední váha |
| ------------------ | ------------ | ------------ | ------------ | ------------ | ------------ | ------------ | ------------ | ------------ | ------------ | ------------ | ------------ | ------------ | ------------ | ------------ | ------------ | ------------ | ------------ | ------------ | ------------ | ------------ |
| Olympijské hry     |              |              | —            |              |              |              | —            |              |              |              | úč.          |              |              |              | úč.          |              |              |              | —            |              |
| Mistrovství světa  |              | —            |              | —            |              | úč.          |              | úč.          |              | úč.          |              | úč.          |              | úč.          |              | úč.          | 5.           | 7.           |              | úč.          |
| Mistrovství Evropy | —            | —            | —            | —            | —            | úč.          | 5.           | 7.           | 1.           | 1.           | 3.           | 7.           | úč.          | 1.           | —            | —            | —            | úč.          | úč.          | —            |
| MS juniorů         | —            |              | —            |              |              |              |              |              |              |              |              |              |              |              |              |              |              |              |              |              |
| ME juniorů         | úč.          | —            | úč.          |              |              |              |              |              |              |              |              |              |              |              |              |              |              |              |              |              |